# Todenbüttel
Todenbüttel település Németországban, Schleswig-Holstein tartományban. Lakosainak száma 1014 fő (2023. december 31.).

## Népesség
A település népességének változása:
| Lakosok száma | 928  | 1037 | 1007 | 1027 | 1014 | 1014 |
|               | 1975 | 2017 | 2019 | 2021 | 2022 | 2023 |